# First Racing
First Racing (a veces escrito como FIRST Racing) fue un equipo italiano de automovilismo fundado por Lamberto Leoni, que compitió en la Fórmula 3000 Internacional de 1987 a 1991 y en el Campeonato de Italia de Fórmula 3 en 1990. El equipo construyó un monoplaza para ingresar a la Fórmula 1 de 1989, diseñado por Richard Divila, y propulsado por un motor Judd V8. El italiano Gabriele Tarquini fue contratado para manejar la única unidad, brindándole una carrera en el evento Attilio Bettega Memorial de 1989 en Bolonia, y el Formula One Indoor Trophy. Sin embargo, el chasis en sí estaba mal fabricado debido a un error de temperatura en el autoclave, con el resultado de que se tuvo que volver a poner en servicio un segundo chasis. Al darse cuenta de que el retraso le costaría al equipo una penalización por perderse las dos primeras carreras de la temporada, Divila y sus ingenieros intentaron reforzar el chasis con inyecciones de un material llamado Redus 410 NA. Aunque el chasis pasó la prueba de choque de pretemporada obligatoria de la FIA en Cranfield, ahora tenía un sobrepeso significativo. El propio Divila afirmó que el monoplaza, tal como era, no servía para nada más que para ser «una maceta interesante». Ante la perspectiva de competir con un auto poco competitivo en un campo repleto (la temporada 1989 de Fórmula 1 contó con más de 40 participantes con sesiones de precalificación), Leoni decidió retirarse antes del Gran Premio de Brasil y concentrar sus esfuerzos en la temporada de Fórmula 3000, el cual duró hasta 1991.
El segundo chasis encargado por Leoni sería posteriormente adquirido por Ernesto Vita y utilizado en 1990 para su Life L190.

## Resultados

### Fórmula 3000 Internacional
(Clave) (negrita indica pole position) (cursiva indica vuelta rápida)

| Año     | Chasis                                | N.º | Pilotos             | 1   | 2   | 3   | 4   | 5   | 6   | 7   | 8   | 9   | 10  | 11  |
| ------- | ------------------------------------- | --- | ------------------- | --- | --- | --- | --- | --- | --- | --- | --- | --- | --- | --- |
| 1987    | March 87B Cosworth V8 Judd V8         |     |                     | SIL | VLL | SPA | PAU | DON | PER | BRH | BIR | IMO | BUG | JAR |
| 1987    | March 87B Cosworth V8 Judd V8         | 31  | Lamberto Leoni      | 8   | 8   | 13  | 6   | Ret | 5   | 11  | Ret | 4   | 4   | 4   |
| 1987    | March 87B Cosworth V8 Judd V8         | 32  | Gabriele Tarquini   | 10  | Ret | 12  | 11† | 19  | 3   | 17  | 14  | 2   | 5   | Ret |
| 1987    | March 87B Cosworth V8 Judd V8         | 33  | Aldo Bertuzzi       | DNQ |     |     | DNQ |     |     |     |     | 15  |     |     |
| 1987    | March 87B Cosworth V8 Judd V8         | 33  | Beppe Gabbiani      |     | 12  | Ret |     |     |     |     |     |     |     |     |
| 1987    | March 87B Cosworth V8 Judd V8         | 33  | Claudio Langes      |     |     |     |     | DNQ | Ret | Ret | 10  |     |     | Ret |
| 1987    | March 87B Cosworth V8 Judd V8         | 33  | Alain Ferté         |     |     |     |     |     |     |     |     |     | Ret |     |
| 1988    | March 88B Judd V8                     |     |                     | JER | VLL | PAU | SIL | MNZ | PER | BRH | BIR | BUG | ZOL | DIJ |
| 1988    | March 88B Judd V8                     | 9   | Pierluigi Martini   | 8   | 11  | 3   | 10  | Ret | 1   | 2   | 3   |     | Ret | 10  |
| 1988    | March 88B Judd V8                     | 9   | Alain Ferté         |     |     |     |     |     |     |     |     | 12  |     |     |
| 1988    | March 88B Judd V8                     | 10  | Marco Apicella      | 13  | 7   | 5   | 6   | 2   | Ret | Ret | Ret | Ret | Ret | Ret |
| 1989    | Reynard 89D Judd V8 March 89B Judd V8 |     |                     | SIL | VLL | PAU | JER | PER | BRH | BIR | SPA | BUG | ZOL |     |
| 1989    | Reynard 89D Judd V8 March 89B Judd V8 | 5   | Jean-Denis Délétraz | 14  | Ret | Ret | 15  | Ret | Ret | 12  | DNQ | Ret | 9   |     |
| 1989    | Reynard 89D Judd V8 March 89B Judd V8 | 6   | Marco Apicella      | 8   | Ret | 2   | 3   | 4   | Ret | 2   | 3   | Ret | Ret |     |
| 1989    | Reynard 89D Judd V8 March 89B Judd V8 | 7   | Fabrizio Giovanardi | DNQ | 1   | Ret | 14  | Ret | DNQ | DNS | 13  | DNQ | 12  |     |
| 1990    | Reynard 90D Mugen-Honda V8            |     |                     | DON | SIL | PAU | JER | MNZ | PER | HOC | BRH | BIR | BUG | NOG |
| 1990    | Reynard 90D Mugen-Honda V8            | 4   | Fabrizio Giovanardi | Ret | Ret | 2   | 6   | 10  | 6   | 7   | Ret | 5   | Ret | Ret |
| 1990    | Reynard 90D Mugen-Honda V8            | 5   | Marco Apicella      | 13  | 3   | Ret | 2   | 5   | Ret | 2   | DSQ | Ret | Ret | 5   |
| 1990    | Reynard 90D Mugen-Honda V8            | 6   | Jean-Denis Délétraz | 7   | DNQ | Ret | DNQ | Ret |     |     |     |     |     |     |
| 1990    | Reynard 90D Mugen-Honda V8            | 6   | Marco Greco         |     |     |     |     |     |     |     |     |     | DNQ | DNQ |
| 1991    | Reynard 91D Ford-Cosworth V8          |     |                     | VLL | PAU | JER | MUG | PER | HOC | BRH | SPA | BUG | NOG |     |
| 1991    | Reynard 91D Ford-Cosworth V8          | 5   | Giovanni Bonanno    | Ret |     |     |     |     |     |     |     |     |     |     |
| 1991    | Reynard 91D Ford-Cosworth V8          | 5   | Michael Bartels     |     | 8   | Ret | 15  |     |     |     |     |     |     |     |
| 1991    | Reynard 91D Ford-Cosworth V8          | 6   | Jean-Denis Délétraz | DNS | DNQ | Ret |     |     |     |     |     |     |     |     |
| 1991    | Reynard 91D Ford-Cosworth V8          | 7   | Éric Hélary         | 11  | 3   | Ret | 16† |     |     |     |     |     |     |     |
| Fuente: |                                       |     |                     |     |     |     |     |     |     |     |     |     |     |     |